# Gymnangium thetidis
Gymnangium thetidis is een hydroïdpoliep uit de familie Aglaopheniidae. De poliep komt uit het geslacht Gymnangium. Gymnangium thetidis werd in 1911 voor het eerst wetenschappelijk beschreven door Ritchie. 